# Madonna Terranuova
Die Madonna Terranuova (Maria mit Christuskind und kleinem Johannes) ist eines der frühesten florentiner Gemälde von Raffael und ist Teil der ständigen Ausstellung in der Gemäldegalerie Berlin (Inv.-Nr.: 247 A). Das Rundbild hat einen Durchmesser von 88,5 cm.
Das Werk war zuvor (bis 1854) Teil der Collezione Duca di Terranuova in Genua / Neapel.
Die Maria mit dem Kinde, dem Johannes- und einem weiteren Knaben wird nach ihrem Vorbesitzer auch als Madonna Terranuova bezeichnet. Neben der vermutlich kurz zuvor entstandenen Madonna Conestabile in St. Petersburg (Eremitage) ist die Madonna Terranuova Raffaels frühestes bekanntes Bild im Tondoformat. Die Tafel zeigt bereits deutliche Einflüsse durch die Kunst Leonardo da Vincis, dessen Kunstauffassung Raffael meisterhaft mit dem ihm schon eigenen peruginesken Stil zu verbinden verstand.
Eine frühe Vorstudie zu der Komposition hat sich in einer Zeichnung in Lille (Musée Wicar) erhalten, die allerdings noch eckig angelegt ist und neben der Madonna noch die Figuren eines Engels und Josephs zeigt. Diese Seitenfiguren wurden bei der Madonna Terranuova zugunsten eines Landschaftshintergrundes weggelassen. Ein Fragment des benutzten Kartons mit dem Kopf der Maria befindet sich im Berliner Kupferstichkabinett (Inventar-Nr. 406-1921).
Der Ankauf des Gemäldes für das Königliche Museum in Berlin war bereits 1841/42 durch Gustav Friedrich Waagen erwünscht. Da das Werk aber noch nicht zum Verkauf stand, wurde der in Neapel lebende Künstler Carl Wilhelm Götzloff von Waagen betraut, das Bild im Auge zu behalten und einen bevorstehenden Verkauf sofort nach Berlin zu melden. Als es dann so weit war, war es jedoch der Kupferstecher Eugen Eduard Schäfer der diese Mitteilung übersandte, wo sie von Albrecht von Braunsberg direkt an Friedrich Wilhelm IV. weitergeleitet wurde. Da dieser den Ankauf ausdrücklich wünschte, wurde der preußische Gesandte Bernstorff 1854 mit der Abwicklung beauftragt. Die Kosten für die Madonna Terranuova betrugen 37500 Taler (ca. 112500 Mark) und waren der höchste Preis, der in der Ära Waagen für ein Bild bezahlt worden ist. Nach dem Ankauf wurde das Bild von Götzlaff verpackt und durch einen Feldjäger nach Berlin gebracht.
Das Bild war von der Erwerbung durch das Königliche Museum durchgehend bis 1939 ausgestellt. Danach wurde es in den Flakturm Friedrichshain ausgelagert. Als sich die Kampfhandlungen des Zweiten Weltkriegs immer weiter Berlin näherten, wurde das Bild im Frühjahr 1945 in das Kalibergwerk Kaiseroda-Merkers in Thüringen ausgelagert, wo es in die Hände der Amerikaner fiel. Diese schafften es in den General Art Collection Point in Wiesbaden. Erst 1956 kehrte es nach Berlin zurück, wo es von 1956 bis 1997 dauerhaft im Museum Dahlem ausgestellt wurde. Seit 1998 wird es in der neuen Gemäldegalerie am Kulturforum in Berlin gezeigt.